# У Ченьїн
У Ченьїн (кит.: 吴承瑛; піньїнь: Wú Chéngyīng, нар. 21 квітня 1975, Шанхай, Китай) — китайський футболіст, що грав на позиції захисника.
Виступав, зокрема, за клуби «Шанхай Шеньхуа» та «Шанхай Інтернешнл», а також національну збірну Китаю.

## Клубна кар'єра
У дорослому футболі дебютував 1994 року виступами за команду клубу «Шанхай Шеньхуа», в якій провів вісім сезонів, взявши участь у 183 матчах чемпіонату. Більшість часу, проведеного у складі «Шанхай Шеньхуа», був основним гравцем захисту команди.
2003 року перейшов до клубу «Шанхай Інтернешнл», за який відіграв 3 сезони. Граючи у складі «Шанхай Інтернешнл», також здебільшого виходив на поле в основному складі команди. Завершив професійну кар'єру футболіста виступами за цю команду в 2006 році.

## Виступи за збірну
1996 року дебютував в офіційних матчах у складі національної збірної Китаю. Протягом кар'єри у національній команді, яка тривала 7 років, провів у формі головної команди країни 52 матчі, забивши 2 голи.
У складі збірної був учасником кубка Азії з футболу 1996 року в ОАЕ, кубка Азії з футболу 2000 року у Лівані, чемпіонату світу 2002 року в Японії і Південній Кореї.

## Титули і досягнення
- Чемпіон Китаю (1):

«Шанхай Шеньхуа»: 1995
- Володар Кубка Китаю (1):

«Шанхай Шеньхуа»: 1998
- Володар Суперкубка Китаю (3):

«Шанхай Шеньхуа»: 1995, 1998, 2001